# 王云龙 (足球运动员)
王云龙（1990年2月22日—），是中国足球运动员，司职前鋒。

## 俱乐部生涯
王云龙曾经入选辽宁少年队，后来被徐根宝以10万元的价格买到根宝足球基地。
2007年，王云龙开始代表以根宝基地的球员为基础的上海东亚开始参加中国足球乙级联赛，并成为球队的主要进攻点，在当年即帮助球队获得中乙联赛冠军。不过此后王云龙深陷伤病困扰，膝关节多次受伤，连续2个赛季联赛出场数锐减，逐渐淡出主力位置。
2012年2月，王云龙正式转会江苏舜天，转会费约300万。3月10日，他在2012赛季中超联赛第一轮江苏舜天主场1比1战平上海申花的比赛第80分钟替补孙可出场，首次代表江苏舜天在正式比赛亮相。但他在2012年大部分时间都在预备队联赛中出场，中超联赛仅得到4次替补出场的机会，总出场时间仅有30分钟。
2012年12月14日，中超升班马武汉卓尔宣布正式签入王云龙。

## 国家队生涯
王云龙曾经入选中国国少队和中国国青队，并一直担任进攻核心角色。2005年11月13日，王云龙第一次在正式比赛中代表中国国少队出场迎战蒙古少年队即上演帽子戏法，帮助中国队11比0击败对手。2006年5月11日，中国国少队在伊朗七国邀请赛三四名决赛中在7打11人的不利情况下，凭借王云龙的两个进球2比1击败日本国少队，王云龙从此为中国球迷所津津乐道。虽然中国国少队在当年的亚足联U16少年锦标赛四分之一决赛输给朝鲜而无缘世界少年足球锦标赛，但王云龙仍然被视为是中国足球的未来之星。2007年开始，王云龙入选中国国青队并在2008年参加亚青赛。
2009年，他入选刘春明挂帅的中国国奥队。

## 评价
王云龙的恩师徐根宝对他的评价是“他速度快，特别是带球中的变向速度。除了突破、过人，还能传球，很有天分，比同时期的高峰要强”。